# مكتبة الجامعة اللبنانية الأمريكية
مكتبة الجامعة اللبنانية الأمريكية هي المكتبة التي تتبع الجامعة اللبنانية الأمريكية في لبنان، وتضم عدداً كبيراً من الكتب والدوريات.

## التأسيس
تأسست مكتبة الجامعة اللبنانية الأمريكية في بيروت في العام 1932، واستمرت بالنمو والتطور والزيادة حتى العام 2005،  حيث أخذت شكلها النهائي باسم (مكتبة رياض نصار)، وهو كان رئيساً للجامعة ما بين العامين (1982 - 2004). 

بالإضافة لمبنى المكتبة في بيروت، فقد أنشأت الجامعة اللبنانية الأمريكية مكتبة أخرى في مدينة جبيل اللبنانية باسم (مكتبة جبران خليل جبران) التي تأسست في العام 1986 كمكتبة لفرع الجامعة في مدينة جبيل.

## المحتويات
تحتوي المكتبة في بيروت على مجموعة كبيرة من الكتب المطبوعة التي تصل إلى حدود 350 ألف مجلد، و 718 دورية مطبوعة بالإضافة إلى قاعدة بيانات كبيرة على شبكة الإنترنت تضم عددا وافرا من الكتب الإلكترونية. وتمتد على مساحة 8000 متر مربع، وتضم 156 جهاز كمبيوتر مجهّزة للبحث.
أما مكتبة (جبران خليل جبران) في جبيل فتضم أكثر من 160 ألف كتاب وحوالي 315 دورية مطبوعة، و20 جهاز كمبيوتر.

## وصلات خارجية
الموقع الرسمي